# Halîțea, Nijîn
Halîțea (în ucraineană Галиця) este localitatea de reședință a comunei Halîțea din raionul Nijîn, regiunea Cernihiv, Ucraina.

## Demografie
Componența lingvistică a localității Halîțea
     Ucraineană (98,68%)
     Alte limbi (1,22%)
Conform recensământului din 2001, majoritatea populației localității Halîțea era vorbitoare de ucraineană (98,68%), existând în minoritate și vorbitori de alte limbi.